# 307 Nike
Nike (định danh hành tinh vi hình: 307 Nike) là một tiểu hành tinh cỡ lớn ở vành đai chính.
Ngày 5 tháng 3 năm 1891, nhà thiên văn học người Pháp Auguste Charlois phát hiện tiểu hành tinh Nike khi ông thực hiện quan sát ở Đài thiên văn Nice và tên của nó được đặt theo tên nữ thần chiến thắng Nike trong thần thoại Hy Lạp và cũng là thành phố nơi tiểu hành tinh được phát hiện.
Kết quả đo lường đường cong ánh sáng của 307 Nike vào năm 2000 cho thấy chu kỳ tự quay của nó là 7,902 ± 0,005 giờ.
Vào ngày 2 tháng 12 năm 1972, tàu vũ trụ Pioneer 10 đã tiếp cận gần với một tiểu hành tinh nhất khi nó đi qua 307 Nike ở khoảng cách khoảng 8,8 triệu km (0,059 AU) trong chuyến đi đầu tiên của tàu vũ trụ này qua vành đai tiểu hành tinh nhưng không có dữ liệu được thu thập trong sự kiện này.